# Zeta Tauri
Zeta Tauri (ζ Tau / ζ Tauri) este o stea binară din constelația Taurul. Cunoscută de vechii babilonieni ca „Shurnarkabti-sha-shutu”, care semnifică „steaua din cornul de sud al Taurului”, Zeta Tauri figurează printre stelele cele mai importante din constelație și reprezintă unul din coarnele taurului ceresc. În astronomia chineză, steaua este denumită Tianguan, adică „poarta cerească”, un nume care îi vine de la faptul că ea se situează pe planul eclipticii și se găsește chiar în punctul de trecere ale planetelor, Lunii  și Soarelui, în cursele lor.
În 2016, Uniunea Astronomică Internațională a organizat un Grup de lucru privind numele stelelor (WGSN)pentru a cataloga și a standardiza numele proprii ale stelelor. WGSN a aprobat numele Tianguan pentru componenta Zeta Tauri A la data de 30 iunie 2017 și este acum inclusă în lista de nume de stele aprobate de IAU.

## Caracteristici
Cu magnitudinea de 3,00, Zeta Tauri este o gigantă alb-albastră luminoasă și caldă de tip spectral B, situată la circa 417 ani-lumină de Terra. Ea este clasată ca stea variabilă de tip Gamma Cassiopeiae. Luminozitatea sa variază între  magnitudinile +2,88 și +3,17 din cauza, pe de o parte, a variabilității sale intrinseci, și pe de altă parte, din cauză că este o binară cu eclipse. Cele două componente ale sistemului binar sunt distanțate la circa o unitate astronomică și-și parcurg orbita în 133 de zile. Companioana sa, de masă mult mai mică este o stea galbenă de tip spectral G și de magnitudine +5,2. Steaua, având 9 mase solare. În vârstă de circa 25 de milioane de ani, Zeta Tauri, în evoluția ei,  este pe punctul de a-și termina fuziunea hidrogenului din nucleul său, dacă nu a făcut-o deja!
Ea este de vreo 5.700 de ori mai luminoasă decât Soarele și are o temperatură de suprafață de 22.000K. Împreună, temperatura și luminozitatea dau o rază egală cu de 5,2 ori raza Soarelui. Totuși, ceea ce o face cu adevărat specială, nu sunt nici temperatura sa, nici luminozitatea sa ridicată, ci rotația sa rapidă și pierderea de masă. Viteza de rotație ecuatorială a fost măsurată la 330 km/s, adică de 115 de ori viteza de rotație a Soarelui, steaua efectuând o rotație în doar o zi (perioada de rotație a Soarelui este de 25 de zile). Viteza de rotație, care este departe de a fi egală cu viteza care ar fi necesară pentru spargerea stelei, este legată de un disc gros de materie care o înconjoară. Discul emite linii de emisie strălucitoare de hidrogen în domeniile roșu și albastru ale spectrului, făcând din Zeta Tauri una dintre stelele Be cele mai cunoscute. Steaua și discul sunt amândouă destul de mari pentru a permite măsurarea diametrelor lor unghiulare. Diametrul discului este egal cu 64 de diametre solare.
Zeta Tauri a jucat indirect un rol important în studiul supernovelor. În fapt, supernova istorică SN 1054 fusese descrisă (în epocă sub numele de „stea invitată”) de către astronomii din Extremul Orient, care o localizaseră în raport cu o stea pe care o denumeau Tianguan și care a fost identificată (dacă nu fusese deja identificată) ca fiind Zeta Tauri. Având aceste informații, la începutul secolului al XX-lea (se pare că primul a fost Edwin Hubble), s-a putut stabili că resturile acestei explozii corespundeau de fapt cu nebuloasa Crabului, a cărei vârstă precisă a putut fi astfel măsurată.
Tot în vecinătatea lui ζ Tauri a fost descoperită planeta Uranus de către astronomul William Herschel, în martie 1781.

## Ocultații
Prin poziția sa de pe planul eclipticii, Zeta Tauri este subiect al ocultațiilor din partea Lunii și, mai rar, din partea planetelor, în general ale celor din Sistemul Solar intern. 
Ultima ocultație vizibilă s-a produs la 25 aprilie 2012.